# Birekte
Birekte (jakutsky Бирэктэ, rusky Биректе [Birektě]) je řeka v Jakutské republice v Rusku. Je 315 km dlouhá. Povodí má rozlohu 8600 km².

## Průběh toku
Pramení na severním okraji Středosibiřské pahorkatiny a teče na jih. Po soutoku s Omonosí se stáčí na severovýchod. Ústí zleva do Oleňoku.

## Vodní stav
Zdrojem vody jsou sněhové a dešťové srážky.